# Agnese di Montefeltro
Agnese di Montefeltro (Gubbio, 1470 – Roma, 1º aprile 1523) era figlia di Federico da Montefeltro, duca di Urbino, e della sua seconda moglie, Battista Sforza.

## Biografia
Quasi nulla si conosce dell'infanzia di Agnese, che, rimasta orfana di madre nel 1472 e di padre nel 1482, fu affidata alle cure delle sorelle maggiori sotto la tutela dello zio paterno Ottaviano Ubaldini della Carda. È possibile che della sua istruzione si occupasse anche l'umanista Vespasiano da Bisticci, già curatore della biblioteca del duca Federico e precettore dell'ultimogenito Guidubaldo. Comunque, l'educazione ricevuta presso la corte urbinate e l'influenza delle donne della sua famiglia contribuirono a formare il carattere di Agnese, che con gli ambienti urbinati rimase in contatto tutta la vita.
Nel 1489 sposò Fabrizio Colonna, capofamiglia del ramo di Genazzano-Paliano dell'importante lignaggio baronale romano. Il contratto matrimoniale, stipulato l'anno prima, prevedeva il versamento di una dote di 12 000 fiorini d'oro. Questo matrimonio rientrava in una strategia di consolidamento di una rete di alleanze matrimoniali e fazionarie dei Montefeltro con i Della Rovere, i Sanseverino, i Malatesta, i Gonzaga e, appunto, i Colonna. La parentela con i Colonna rimontava d'altra parte già agli anni del pontificato di Martino V, quando Guidantonio di Montefeltro, padre di Federico, aveva sposato Caterina Colonna, nipote del pontefice.
Nel 1490 nacque la prima figlia della coppia, Vittoria, che sarebbe divenuta marchesa di Pescara e celebre poetessa; seguirono Ferdinando, avviato alla carriera ecclesiastica e deceduto tra la fine del 1517 e l'inizio del 1518, Federico, condottiero morto nel 1516, Ascanio, che sarebbe stato tra i protagonisti della scena politica e militare italiana tra il 1520 e almeno il 1545.
È probabile che già immediatamente dopo le nozze Agnese scegliesse come sua dimora il palazzo Colonna di Marino piuttosto che i quartieri colonnesi presso piazza Ss. Apostoli a Roma. Della cittadina fece, negli anni successivi, la sede di una piccola corte sul modello di quella urbinate.

## Agnese di Montefeltro a Marino
Alla sua iniziativa si deve probabilmente attribuire la trasformazione della residenza colonnese da castrum a vero e proprio palazzo rinascimentale. L'occasione del rifacimento era data dai danni conseguiti sia agli scontri culminati nel 1484 tra i Colonna e i Riario parenti di Sisto IV cui dovette cedere il castello e che fecero ugualmente decapitare il protonotario e fratello di Fabrizio, Lorenzo Oddone; sia soprattutto durante la guerra del 1501 quando il francese Aubigny fece dare alle fiamme la località.
Sembra che Donato Bramante abbia contribuito all'architettura del palazzo di Marino, oltre a essere stato l'artefice dell'edificazione di un ninfeo nei boschi circostanti il palazzo Colonna di Genazzano. Se pure non vi sono, al momento, tracce esplicite di un rapporto diretto con Bramante, il testamento di Agnese ricorda, tra i servitori più stretti, un Antonio Bramante alias Roscio da Urbino, probabilmente parente. Non vi sono dubbi, invece, circa l'intervento a Marino di Antonio da Sangallo il Giovane, che del Bramante era stato allievo. 
Lo sviluppo architettonico e artistico della corte di Marino, oggettivamente modesto eppure significativo nel contesto provinciale e dei castra appartenenti ai lignaggi baronali romani, va legato alla permanenza di Agnese nel piccolo centro laziale e al suo ruolo di attenta amministratrice delle terre e delle relazioni sociali e politiche dei Colonna, ruolo accresciuto dalla prolungata assenza del marito, che si divideva tra gli impegni sui campi di battaglia e la sua residenza napoletana. La corte di Agnese a Marino ospitò personaggi politici di grande spicco, come Elisabetta Gonzaga, Isabella d'Este e suo fratello Alfonso, duca di Ferrara, in fuga da Roma dopo la rottura con Giulio II nel 1511. Vi soggiornarono anche Jerónimo Vich e Juan Manuel, ambasciatori rispettivamente di Ferdinando II d'Aragona e dell'imperatore Carlo V tra il 1507 e il 1522, e Hugo de Moncada, già viceré di Sicilia e generale dell'imperatore. Se la scelta di Marino da parte dei principali esponenti del partito imperiale in Italia è da ricondurre al ruolo che i Colonna svolsero durante le guerre d'Italia, è però ad Agnese che, in assenza del marito, si deve attribuire, almeno in parte, il governo di quelle relazioni.
Anche le corrispondenze e le opere di alcuni degli umanisti che si giovavano del mecenatismo dei Colonna indicano chiaramente che Marino cominciò in quegli anni a prendere la fisionomia di altre residenze colonnesi site tanto a Roma, presso il palazzo adiacente alla chiesa dei Ss. Apostoli, e a Napoli, nel palazzo di via Mezzocannone, quanto in centri minori come Genazzano e Subiaco. Tra i letterati umanisti vicini ad Agnese va ricordato almeno il viaggiatore Ludovico de Varthema che, appellandola «unica observatrice de cose notabili et amatrice de ogne virtù», le dedicò il suo Itinerario (Barozzi, 1996, p. 56). È probabilmente già negli anni di residenza a Marino che la figlia di Agnese, Vittoria, avviò la sua formazione umanistica, poi ampliatasi a Napoli e a Ischia.
Morì mentre stava tornando a Roma, da un pellegrinaggio al santuario di Loreto.

## Discendenza
Sposò Fabrizio Colonna il 20 gennaio 1489, duca di Paliano, dal quale ebbe sei figli:
- Vittoria Colonna (n. 1490), poetessa
- Federico Colonna
- Ascanio Colonna
- Ferdinando Colonna
- Camillo Colonna
- Marcello Colonna

## Ascendenza
|                               |                        |                          | Genitori              |  |  | Nonni |  |  | Bisnonni                  |  |  | Trisnonni                  |  |
|                               |                        |                          |                       |  |  |       |  |  | Antonio II da Montefeltro |  |  | Federico II da Montefeltro |  |
|                               |                        |                          |                       |  |  |       |  |  | Antonio II da Montefeltro |  |  | Federico II da Montefeltro |  |
|                               |                        | Teodora Gonzaga          |                       |  |  |       |  |  | Antonio II da Montefeltro |  |  |                            |  |
| Guidantonio da Montefeltro    |                        |                          |                       |  |  |       |  |  | Antonio II da Montefeltro |  |  |                            |  |
|                               |                        | Agnesina di Vico         | …                     |  |  |       |  |  |                           |  |  |                            |  |
|                               |                        | Agnesina di Vico         | …                     |  |  |       |  |  |                           |  |  |                            |  |
|                               |                        | Agnesina di Vico         | …                     |  |  |       |  |  |                           |  |  |                            |  |
| Federico da Montefeltro       |                        | Agnesina di Vico         |                       |  |  |       |  |  |                           |  |  |                            |  |
|                               |                        | Guido Paolo Accomanducci | …                     |  |  |       |  |  |                           |  |  |                            |  |
|                               |                        | Guido Paolo Accomanducci | …                     |  |  |       |  |  |                           |  |  |                            |  |
|                               |                        | Guido Paolo Accomanducci | …                     |  |  |       |  |  |                           |  |  |                            |  |
| Elisabetta degli Accomanducci |                        | Guido Paolo Accomanducci |                       |  |  |       |  |  |                           |  |  |                            |  |
|                               |                        | ...                      | …                     |  |  |       |  |  |                           |  |  |                            |  |
|                               |                        | ...                      | …                     |  |  |       |  |  |                           |  |  |                            |  |
|                               |                        | ...                      | …                     |  |  |       |  |  |                           |  |  |                            |  |
| Agnese da Montefeltro         |                        | ...                      |                       |  |  |       |  |  |                           |  |  |                            |  |
|                               | Muzio Attendolo Sforza | Giovanni Attendolo       |                       |  |  |       |  |  |                           |  |  |                            |  |
|                               | Muzio Attendolo Sforza | Giovanni Attendolo       |                       |  |  |       |  |  |                           |  |  |                            |  |
|                               | Muzio Attendolo Sforza | Elisa Petraccini         |                       |  |  |       |  |  |                           |  |  |                            |  |
| Alessandro Sforza             | Muzio Attendolo Sforza |                          |                       |  |  |       |  |  |                           |  |  |                            |  |
|                               |                        | Lucia Terzani            | …                     |  |  |       |  |  |                           |  |  |                            |  |
|                               |                        | Lucia Terzani            | …                     |  |  |       |  |  |                           |  |  |                            |  |
|                               |                        | Lucia Terzani            | …                     |  |  |       |  |  |                           |  |  |                            |  |
| Battista Sforza               |                        | Lucia Terzani            |                       |  |  |       |  |  |                           |  |  |                            |  |
|                               |                        | Piergentile da Varano    | Rodolfo III da Varano |  |  |       |  |  |                           |  |  |                            |  |
|                               |                        | Piergentile da Varano    | Rodolfo III da Varano |  |  |       |  |  |                           |  |  |                            |  |
|                               |                        | Piergentile da Varano    | Costanza Smeducci     |  |  |       |  |  |                           |  |  |                            |  |
| Costanza da Varano            |                        | Piergentile da Varano    |                       |  |  |       |  |  |                           |  |  |                            |  |
|                               |                        | Elisabetta Malatesta     | Galeazzo Malatesta    |  |  |       |  |  |                           |  |  |                            |  |
|                               |                        | Elisabetta Malatesta     | Galeazzo Malatesta    |  |  |       |  |  |                           |  |  |                            |  |
|                               |                        | Elisabetta Malatesta     | Battista Malatesta    |  |  |       |  |  |                           |  |  |                            |  |
|                               |                        | Elisabetta Malatesta     |                       |  |  |       |  |  |                           |  |  |                            |  |